# Après (nouvelle)
Pour les articles homonymes, voir Après.
Après est une nouvelle de Guy de Maupassant parue de manière posthume dans le recueil Le Colporteur en 1900.

## Résumé
Comme tous les jeudis, l'abbé Mauduit dîne au château du Rocher chez la vieille comtesse de Saville. Mais ce jour-là, la comtesse demande à l'abbé de lui révéler ce qui l'a décidé à prononcer des vœux éternels.

## Éditions
- 1900 - Après, dans Le Colporteur, recueil de nouvelles (posthume) chez l'éditeur Ollendorff.
- 1979 - Après, dans Maupassant, Contes et Nouvelles, tome II, texte établi et annoté par Louis Forestier, éditions Gallimard, Bibliothèque de la Pléiade.

## Lire
- Lien vers la version de Après dans Contes divers,